# Zatoka Anzac
Zatoka Anzac (tur. Anzak Koyu) – mała (ok. 600 m długości) zatoka znajdująca się na półwyspie Gallipoli w Turcji, miejsce sławnego desantu żołnierzy ANZAC 25 kwietnia 1915 roku.  W czasie kampanii o Gallipoli przez 8 miesięcy stanowiła główna bazę dla żołnierzy australijskich i nowozelandzkich.
Rząd turecki oficjalnie uznał nazwę "Anzac Cove" w rocznicę lądowania w 1985 roku.  Do 1999 coroczne apele "Anzac Day" odbywały się na cmentarzu wojskowym w Ari Burnu.  Od 2000, kiedy na tę rocznicę przyjeżdża coraz więcej osób, uroczystości odbywają się na "Północnej Plaży" przy pomniku "Anzac Commemorative Site".

## Galeria zdjęć

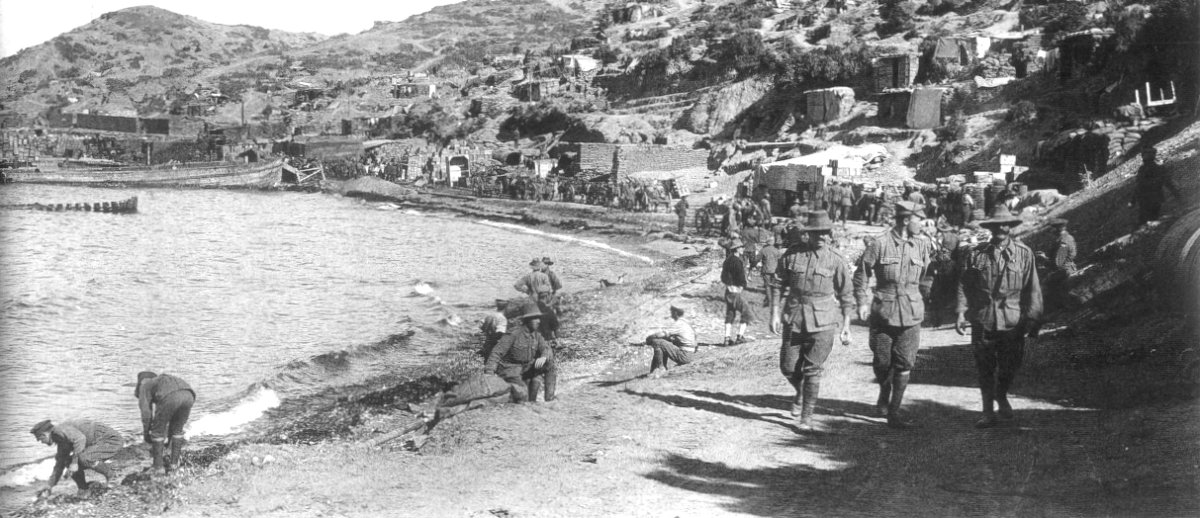
Anzac Cove w roku 1915
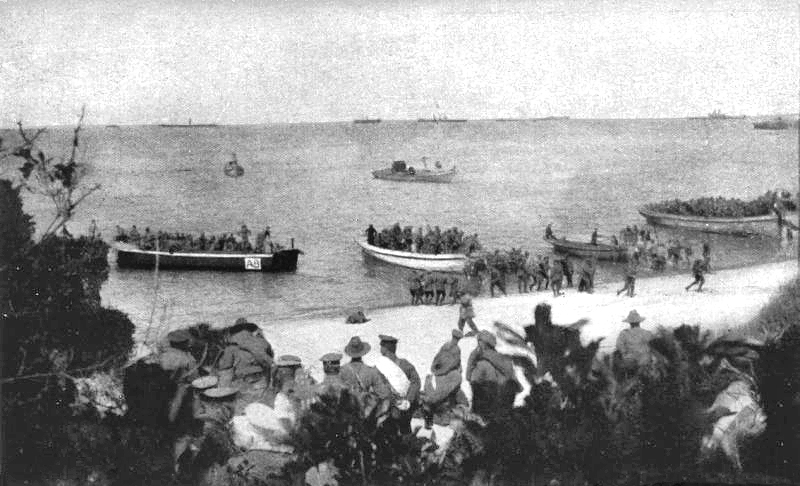
Lądowanie 4. batalionu, 8:00, 25 kwietnia 1915